# Pere Nunyes
Pere Nunyes, en portugais Pedro Nunes, est un peintre espagnol d'origine portugaise du XVIe siècle, né avant 1490 et mort à Barcelone (Catalogne) en 1554. 

## Biographie
D'origine portugaise, il s'installe à Barcelone entre 1508 et 1513. Son style s'inscrit dans la continuité de celui de Joan de Borgonya. Il est fortement marqué par l'influence italienne, notamment celle de Raphaël, mêlée à un certain maniérisme inspiré de l'école d'Anvers et de la peinture allemande, notamment l’œuvre de Dürer. 
Il termine les retables de Sainte-Marie del Pino, à Barcelone, et de Saint-Martin de Capilla (1527-1533), et réalise pour son propre compte celui de Saint-Éloi (commandé par la corporation des orfèvres) pour la basilique Notre-Dame de la Merci de Barcelone (1526-1529, actuellement au Musée national d'art de Catalogne) et celui de la Passion pour la basilique Saint-Just et Saint-Pasteur de Barcelone (1528-1530). En collaboration avec Nicolau de Credença et Enrique Fernandes (ce dernier également d'origine portugaise), il réalise un retable pour l'église de Vilassar de Dalt (1534) et un autre dédié à saint Sever de Barcelone pour un hôpital (1541-1542, actuellement exposé au musée diocésain de Barcelone). 